# Pisak
Pisak är en liten turistby som tillhör förvaltningsområde Omiš, Kroatien, i Split-Dalmatiens län.
Byn hade 208 invånare 2001 varav de flesta är Kroater. De verkliga innevånarantalet är högre då ett antal hus ägs av personer från andra länder. Pisak ligger på den södra sidan av Adriatiska Vägen på Dalmatiens kust, ungefär 18 km from centrala Omiš, and 40 km from Split. Pisak är en lugn by som en gång var en liten fiskeby men är nu en turistort. I närheten finns det en undervattenskälla som mynnar ut direkt i havet.
Stränderna består mest av klippor och mindre stenar.